# 覆面作家
覆面作家（ふくめんさっか）は、素性やプロフィールをほとんど明らかにしない作家のこと。

## 概要
ペンネーム（変名）で活動しており、本名や顔写真は公開されておらずプロフィールには謎の部分が多い。また本名で活動している場合であっても、それ以外のほとんどのプロフィールが公開されていない場合でも覆面作家と呼ばれることがある。
文学賞の授賞式などの公の場においても本人は登場せず、コメントを出す程度に留まり、詳細なプロフィールの公表や授賞式への出席が義務であれば主要文学賞であっても受賞辞退する例もある。
プロフィールを明らかにする場合、公表されるプロフィールは真実である場合もあれば、真偽が入り混じったもの、あるいは性別などまで含めて全く架空のプロフィールと人格を設定し、作家側は事実上ゴーストライターと同様の形で振る舞う場合もある。プロフィールが真実の場合、生年または誕生日、出身地、あとはあっても学歴程度に留まり、具体的な人物像を掴みにくいよう出版社側でも配慮がされている。
それ以外の覆面作家の定義はやや曖昧で、作家にもよるが覆面作家を自称する場合もあれば自称しない場合もある。
すでに商業ベースで活動をし著名になっている人物が、他の名義で覆面作家になる場合もあれば、商業活動を開始した当初から素性などを全く明らかにしない覆面作家も存在する。
音楽界においてはバンドのGRe4N BOYZ（彼らの本業である歯科医師活動に支障をきたさないため）や、作詞家のSatomi、初期の小椋佳（本業は日本勧業銀行の銀行員、のちに退職し専業となる）、初期のClariSなどが挙げられる。
日本の漫画・ライトノベル・ネット小説・ゲームといったオタク業界、アダルト業界などにおいては非常に多い。
インターネットの普及以降、作家の宣伝には検索エンジンのアルゴリズムに対応する必要があるため、有名作家がいきなり覆面作家として活動するといった企画は、戦略上非合理と言える。

### 理由
作家が素性を隠し覆面作家として活動する理由としては、以下のようなケースが挙げられる。理由は一つだけではなく、複数ある例も珍しくない。
- 著名人・既存の作家と比較した場合、正体を明らかにしないことによって作品内容に先入観を持たれないようにする意味を持つ。
  - 特に「男性名で女性が執筆する」例などは、作者の性別による執筆内容への読者や評論家らの先入観を払拭する意味で、有効である。SF作家のジェイムズ・ティプトリー・Jr.が典型。日本では漫画家が典型であるが、デビュー時に編集者の方針で作品の作風にふさわしい男性的・女性的な名を、作者の性別とは無関係に名乗る例が幾つかある。
- まったく違った分野向けの作品をそれぞれ別名義で上梓し、あとで同一人物であることを発表して、読者にインパクトを与える目的。
- 専属解放やそれに付随する現場の業務の負担や契約会社への配慮といった商業契約手続面の都合などから、本来のプロフィールが出せないため。
  - 日本国外ではトラヴェリング・ウィルベリーズの例ように、本来であれば素性を隠すことができないほど顔の知れた著名人達が、所属会社が異なるというライバル関係を考慮し、一種の作法として覆面作家の体裁を取る場合がある。
- 本業で勤務している会社・機関からの、圧力や同僚らからのやっかみなどを避けるため。または勤務先が就業規則で副業禁止を定めており、作家活動が知られると創作の停止を命じられる・もしくは解雇されるため。
- 素性を明らかにすると、自らのプライバシーや名誉を荒らされる恐れがあり、それを避けるため。
- 自らの作品に関する内容（場合によりその他諸々な）への責任を回避・もしくは放棄しやすくするため。
- 反体制側に属する者で、顔出しで執筆活動を行なうと身柄を政府当局から迫害・逮捕される恐れがあるため、これを避ける目的。
- 性別・国籍・民族などの出自・身元を偽装し、出版時に社会へインパクトを与える目的（例：イザヤ・ベンダサンやポール・ボネなど）。
- 出版社の社員が自社雑誌に小説を掲載しても、会社の規定により社員の名義では原稿料が支払われないことから、原稿料を貰うためにペンネームを使ったせいで、正体が明かせなくなる例。
- メインの仕事がいわゆるゴーストライターであるため、素性を広く知られると出版業界内での活動にも支障を来たす例。
- 描いている作品の内容がセンシティブなものであるため、自分の家族や知人に作者であることを知られたくない（特に性描写を含む成人向け作品や、反社会的な作品の場合）。
- 家族との不和がある、あるいは家族の性格や経済面に問題がある（例えば異常な浪費癖）などの理由から、自身が作家活動をしていることや作家としての収入があることを近親者からも隠す目的。
- 周囲に口出しされると面倒なため

また、作家自身に当初はそのつもりはなかったものの、以下のような都合から結果として、事実上の覆面作家になってしまうケースもある。
- デビュー当初はプロフィールを伏せていて、その後公表するタイミングを逸したまま知名度が上昇した。
- デビュー当初からプロフィールを隠すつもりはなかったが、その後も公表する機会がなかなか得られなかった。
- デビュー当初は出版社の意向でプロフィールを伏せたが、そのまま覆面作家として人気が沸騰してしまい、話題性などの商業的事情からプロフィールの公開が難しくなってしまった。
- デビュー当初は成人向けの専門であったなどの事情から、一般向け（少年誌、青年誌など）に転じて以降も出版社側からの配慮や要請があり、プロフィールの公開ができない、あるいは公開させてもらえない。

複数の作家が共有筆名で1人の覆面作家になることもある。

### 個人情報
先に述べた通り、覆面作家は基本的に本名を伏せペンネームを使用しており、その顔・素性・経歴なども明らかにしておらず、世間から見たその人物像は謎に包まれている。
なお、覆面作家の正体や個人情報については、覆面作家も確定申告や納税を行う都合、出版業界以外でも公認会計士・税理士や、自治体・国税関係の税務担当職員らに本名や住所を開示する必要があるため、同時に職員がそれらの個人情報を把握することになる。ただし、それらの情報は極めて重要な個人情報として、職員に厳しい守秘義務が課せられており、諸規則の手前からは2005年まで存在した高額納税者公示制度を除けば、脱税などの捜査や刑事告発で個人情報の開示を命じる場合、または情報漏洩でもない限りこれらから素性が明らかにされることは有り得ない。

## 覆面作家の例（元覆面作家を含む）

### 海外
- A・J・クィネル - 小説家。1999年の『トレイル・オブ・ティアズ』の発表時に経歴を公表した。
- C・L・ムーア - 小説家。女性であることを隠すためにイニシャルを使用した。
- アンディ・マクナブ - 小説家。
- アンリ・ミショー - 詩人・画家。
- オーギュスト・デュパン - イジドール・デュカスの変名。
- グレッグ・イーガン - 小説家。
- コードウェイナー・スミス - 小説家。政治学者ポール・M・A・ラインバーガーの変名。
- ジェイムズ・ティプトリー・ジュニア - 小説家。1977年に女性である事が発覚した際、アメリカSF界に「ティプトリー・ショック」と呼ばれる衝撃を与えた。
- ジェロン・ブランダヌス - イタリアの怪奇小説作家。1960年に中編小説″La tomba di Satana″（サタンの墓）を発表。20世紀イタリアにおける怪奇幻想文学の最高峰と称えられるが、作者は正体を明らかにせず、他の作品の発表もしていない。
- シンシアリー (著作家)
- トー・クン - ジャック・ギルバートとジーン・マクリーンの合作用の変名。
- ドミニク・オーリー - 小説家。ポーリーヌ・レアージュの変名。
- バーナビー・ロス - 小説家。エラリー・クイーンが『Xの悲劇』などドルリー・レーン4部作を執筆する際に用いた変名。なお「エラリー・クイーン」自体もフレデリック・ダネイ（本名ダニエル・ネイサン）とマンフレッド・ベニントン・リー（本名マンフォード・エマニュエル・レポフスキー）の共有筆名である。
- バンクシー - アーティスト。
- ピエール・モリオン - アンドレ・ピエール・ド・マンディアルグの変名。
- ハリー・クレッシング - 小説家。弁護士、経済学者ハリー・アダム・ルーバーの変名。
- ミッキー・スピレイン - 小説家。
- ヤスミナ・カドラ - 小説家。
- ロード・オーシュ - ジョルジュ・バタイユの変名。
- ロートレアモン伯爵 - 詩人・作家。イジドール・デュカスの変名。

### 日本
- abec - BUNBUNが、趣味として18禁イラストを描く際に用いた別名義だったが、現在は『ソードアート・オンライン』関連の仕事で使用している。
- T・K生 - 池明観が『世界』に連載していた「韓国からの通信」で使用していた名前。
- 麻耶十郎 - 佐山哲郎の官能作家当時の変名。
- 明石散人
- 秋津国宏 - 山上たつひこの小説家としての変名
- 麻生幾
- 浅生鴨 - 元NHK広報局Twitter初代担当者職員が、同局在籍時より使用していたペンネーム
- 麻生保 - 作曲家矢代秋雄の『奇譚クラブ』における投稿名[1]。
- 一橋文哉 - 元毎日新聞記者・広野伊佐美。
- 伊東雑音/Pero - ソフパル/ユニゾンシフト・ブロッサムによるアダルトゲーム『ALICE♥ぱれーど 〜二人のアリスと不思議の乙女たち〜』にて二人の原画家で用いていた変名。前者については当項も参照。
- 伊吹隼人
- 宇河弘樹
- 虚淵玄 - 後に八幡製鉄所長官の和田維四郎の一族であることを公表。
- 雨穴
- 逢阪まさよし
- 王領寺静（おうりょうじ しずか） - 藤本ひとみが少女小説、特にライトノベルを中心に活動していた時期に、少年向けの作品で使用していた名義。
- 大場つぐみ - ガモウひろしの変名という説もあるが、公式な発表は無い。
- 奥月宴 - 竹中労の変名という説がある。
- 奥菜秀次
- 海堂尊 - 本名は江澤英史。博士号を持つ外科医と二足のわらじを履いており、医学書や論文は本名で執筆している。
- 加田伶太郎 - 福永武彦が推理小説を書くときに用いた変名。「誰だろうか」のアナグラム。
- 鎌池和馬
- 加茂川洗耳 - 『新潮45』に寄稿した匿名の音楽評論家。石井宏の変名とする説がある。
- 北川歩実
- 北村薫 - 1991年に日本推理作家協会賞を受賞した際に素性を明かした。元県立高校国語教諭。
- 狐 - 山村修が『日刊ゲンダイ』に書評を書くときに用いた変名。
- 鯨統一郎
- 倉田悠子 - 稲葉真弓がくりいむレモンのノベライズを書いていた時のペンネーム。死去の数ヶ月前に公表した。
- 黒河小太郎 - 政治ジャーナリストの田勢康弘が小説を書くときに用いた変名。
- 拳骨拓史 - 本名の鈴木朝雄(スズキノリタケ)で雑誌連載寄稿歴あり、拳骨名義を使用するようになって以降は学歴等の一部経歴を隠すようになった。
- 古泉迦十
- 彩胡ジュン - 愛川晶と二階堂黎人の共同筆名。
- 堺屋太一 - 本名は池口小太郎。「油断!」では、勤務先の通商産業省（現・経済産業省）を「某中央官庁」としていた。
- 榊山保 - 三島由紀夫の変名。
- 嵯峨島昭 - 宇能鴻一郎が推理小説を書くときに用いた変名。「さがしましょう」と読むと、誰かの別名義の筆名であろうと推測できるお遊び。
- 坂木司
- 朔立木
- 桜井亜美
- 桜井誠 (活動家) - 在日特権を許さない市民の会初代会長・「日本第一党」代表・政治活動家、高田誠[2][3]。
- サタミシュウ - 松久淳が官能小説を書くときに用いた変名。
- 白身魚 - アニメーター・堀口悠紀子の別名義。京都アニメーション（京アニ）在籍時代に、京アニが関わらないイラストレーターの仕事で活動する際に用いたペンネーム。京アニを退職したあとも、アニメーターとして関わっていない作品については、このペンネームを使用し続けている。ただし主な活動の場でもあるライトノベル業界等、アニメ界以外では実はほとんど公表されていない。
- 殊能将之
- 淮陰生 - 中野好夫の変名。
- 属十三
- 鷹見緋沙子 - 大谷羊太郎・草野唯雄・天藤真の共同筆名。
- 田島莉茉子 - 大井廣介が推理小説を書くときに用いた変名。
- 竜田一人 - 東京電力福島第一原子力発電所において作業員として収束作業に当たった経験をもとに、「福島の現実」を描いた漫画作品『いちえふ 福島第一原子力発電所労働記』を上梓。
- 知文圭（ちぶん けい） - 山中恒の変名。小学館パレット文庫、講談社X文庫ティーンズハートなどに少女小説を書いていた時の名義[4]。
- 徳大寺有恒 - 本名は杉江博愛。元レーシングドライバー。
- 虎虎
- 直木三十六 - 「直木賞作家による匿名の官能小説」という企画で書かれた『愛妻日記』で重松清が用いた名義。
- 中田永一 - 乙一の別名義。
- 中原みすず
- 奈須きのこ
- 西尾維新
- 沼正三 - 『家畜人ヤプー』の著者。のちに天野哲夫が自分の筆名であると公表したが、異論も多い。
- 八田利一 - 『新潮45』に寄稿した匿名の音楽評論家。石井宏の変名とする説がある。
- 氷川透
- 避難じいさん
- 古野まほろ
- 北条民雄 - ハンセン病への偏見・差別から、没後77年間にわたり本名が公表されなかった。
- 帆村荘二・椎谷太志 - アニメ会社シャフトでコンテ・動画チェックなどを担当。新房昭之の別名義であるとされる。
- 舞城王太郎
- 真木じゅん - 横田順彌の変名。
- 港野洋介 - アニメーター青木雄三の別名義。
- 村崎百郎
- 物集高音
- 山川純一
- 山手樹一郎 - 元々は雑誌編集者の兼業作家で、原稿料をもらうためにつけたペンネームであり、当初は素性不明の作家であった。また「覆面作家」名義で『新編八犬伝』を執筆し、話題となった。
- 山野車輪
- 若杉冽 - 中央省庁のキャリア官僚。『原発ホワイトアウト』で話題になる。特定秘密保護法施行前に『東京ブラックアウト』を出版[5]。

#### 外国人風
- イザヤ・ベンダサン - 山本七平がユダヤ人を装って評論を書くために使った変名。著書「日本人とユダヤ人」は当時のベストセラーになったが、マスコミに正体が暴かれ騒ぎとなった。
- T・K生（ティ・ケイセイ） - 1973年から1988年まで雑誌『世界』（岩波書店。参考：朝鮮半島についての報道と批判）に「韓国の状況を世界に伝える」と称する『韓国からの通信』を連載した池明観の変名。T・K生名義の著書（岩波新書）もある。池は実際には日本におり、東京女子大学教授であった。2003年に池本人が名乗り出て[6]、東京女子大学も在職中の連載であることを認めた[7]。
- トレヴェニアン - 大学教授、映画研究家ロドニー・ウィリアム・ウィテカーの変名
- 朴泰赫 - 加瀬英明が韓国人に擬態して著書を出版していたということで論争となった[8]。
- 白正男 - 『テコンダー朴』の著者。作画担当の山戸大輔と同一人物という説がある。
- パオロ・マッツァリーノ
- ポール・ボネ - 藤島泰輔がフランス人を装って評論を書くために使った変名
- モーゼス・ベン・ヨハイ - 飛鳥昭雄がユダヤ人を装って評論を書くために使った変名
- モルデカイ・モーゼ - 久保田政男がユダヤ人を装って評論を書くために使った変名
- ヤン・デンマン - 齋藤十一と田島一昌がオランダ人を装ってコラムを書くために使った変名